# غير الكفوء في أكاديمية الملك الشيطان
غير الكفوء في أكاديمية الملك الشيطان: أقوى ملك شيطان في التاريخ يعاد تجسيده ويذهب إلى المدرسة مع أحفاده (باليابانية: 魔王学院の不適合者 ～史上最強の魔王の始祖、転生して子孫たちの学校へ通う～، بالروماجي: Maō Gakuin no Futekigōsha ~Shijō Saikyō no Maō no Shiso, Tensei Shite Shison-tachi no Gakkō e Kayou~)، سلسلة روايات خفيفة من كتابة «شو» ورسوم «يوشينوري شيزوما»، صدرت أول مرة كرواية ويب للهواة في أبريل 2017 على موقع نشر روايات المستخدمين «شوسيتسوكا ني نارو»، لاحقاً تم تبني الرواية من قبل شركة ASCII لأعمال الإعلام لتصدر بشكل رسمي في مارس 2018.
تم إطلاق مانغا أونلاين لهذه الرواية من قبل المانغاكا «كايا هاروكا» في يوليو 2018، ثم حصلت على انمي تلفزيوني من قبل أستوديو «سيلفر لينك» بدأ عرضه في اليابان يوم 4 يوليو 2020 وإنتهى في 26 سبتمبر 2020، كما تم الإعلان عن موسم ثاني له.

## القصة
بعد سلسلة من حروب وصراعات لا تعد ولا تحصى بين البشر والشياطين، أبرم الملك الشيطان أنوس فولديغود إتفاق مع البطل البشري كانون يضمن فيه السلام بين العالمين مقابل أن يضحي بحياته، وبعد 2000 عام تجسد الملك الشيطان أنوس فولديغود مرة أخرى ليجد أن نسله من الشياطين الملكيين يحكمون بقوة على طبقة الشياطين الدنيا هجيني الدماء في مجتمع يعتبر الشياطين الملكية هي التي تحمل الدم النقي للسلف المؤسس بينهما الشياطين الهجينة لديها خليط من الدماء الناتجة من التزاوج مع كائنات أخرى كالبشر والجنيات، إضافة إلى إنتحال شخصيته من قبل شخص مجهول باسم مزيف. لهذا قرر أنوس الذي يعتبر هجيناً الآن استعادة لقبه كملك شيطاني لكن أولاً عليه أن يتخرج من أكاديمية الشيطان التي صنفته كطالب «غير كفوء».

## الشخصيات
أنوس فولديغود (アノス・ヴォルディゴード ،Anosu Vorudigōdo).
أداء صوتي: تاتسوهيسا سوزوكي.
بطل القصة الأساسي، الملك الشيطان الذي أعيد تجسيده بعد 2000 عام.
ميشا نيكرون (ミーシャ・ネクロン Mīsha Nekuron).
أداء صوتي: توموري كوسونوكي.
من نسل إيفس نيكرون، أحد الأباطرة الشيطانيين السبعة الكبار، وشقيقة ساشا التوأم.
ساشا نيكرون (サーシャ・ネクロン ،Sāsha Nekuron).
أداء صوتي: يوكو ناتسويوشي.
شقيقة ميشا التوأم، ومعروفة باسم ساحرة الدمار لإمتلاكها عيون الدمار الشيطانية.
زيبيس إندو (ゼペス・インドゥ ،Zepesu Indu).
أداء صوتي: تاكويا إغوتشي.
دوق شيطاني من عائلة ايندو وشقيق ليوريغ.
ليوريغ إندو (リオルグ・インドゥ ،Riorugu Indu).
أداء صوتي: شينوسكي تاتشيبانا.
أحد الأباطرة الشياطين السبعة ورئيس عائلة إندو، وشقيق زيبيس.
كانون (カノン ،Kanon).
أداء صوتي: ريوتا أوساكا.
بطل قاتل أنوس قبل 2000 عام من بدء أحداث القصة.
إيميليا لودويل (エミリア・ルードウェル ،Emiria Rūdoweru).
أداء صوتي: آمي كوشيميزو.
معلمة الصف الخاص بأنوس، صاحبة دم نقي وابنة إيليو لودويل، أحد الأباطرة الشياطين السبعة.
لاي غلانزدولي (レイ・グランズドリィ ،Rei Guranzudori).
أداء صوتي: تاكوما تيراشيما.
طالب منتقل وعضو في جيل الفوضى.
ميسا إليورواغو (ミサ・イリオローグ ،Misa Iriorōgu).
أداء صوتي: نيني هييدا.
زميلة أنوس وإحدى أعضاء نادي المعجبات.
إليانور بيانكا (エレオノール・ビアンカ ،Ereonōru Bianka).
أداء صوتي: سايومي واتابي.
طالبة تبادل من أكاديمية البطل وعضوة في صف الأكاديمية للمختارين «جيرغا كانون».

## في الإعلام

### الروايات الخفيفة
صدرت السلسلة أول مرة كرواية ويب أونلاين في أبريل 2017، على موقع نشر المستخدمين «شوسيتسوكا ني نارو» من تأليف شو، لاحقاً تم تبني الرواية من قبل شركة ASCII لأعمال الإعلام لتُصدر المجلد الأول لها بشكل رواية خفيفة مطبوعة رسمياً تحت علامة "دينغيكي بونكو [الإنجليزية]" في مارس 2018، وحتى أكتوبر 2020 سيكون قد صدر منها 8 مجلدات.
| م.  | تاريخ الإصدار الياباني | ردمك الياباني          |
| --- | ---------------------- | ---------------------- |
| 1   | 10 مارس 2018           | ISBN 978-4-04-893681-1 |
| 2   | 10 يوليو 2018          | ISBN 978-4-04-893920-1 |
| 3   | 10 نوفمبر 2018         | ISBN 978-4-04-912096-7 |
| 4a  | 9 مارس 2019            | ISBN 978-4-04-912327-2 |
| 4b  | 10 مايو 2019           | ISBN 978-4-04-912453-8 |
| 5   | 10 أكتوبر 2019         | ISBN 978-4-04-912664-8 |
| 6   | 10 مارس 2020           | ISBN 978-4-04-913074-4 |
| 7   | 10 يوليو 2020          | ISBN 978-4-04-913273-1 |
| 8   | 10 أكتوبر 2020         | ISBN 978-4-04-913448-3 |
| 9   | 9 أبريل 2021           | ISBN 978-4-04-913734-7 |
| 10a | 6 أغسطس 2021           | ISBN 978-4-04-913938-9 |
| 10b | 8 أكتوبر 2021          | ISBN 978-4-04-913939-6 |

### المانغا
تم تحويل الرواية إلى مانغا من قبل المانغاكا «كايا هاروكا» صدرت أونلاين على موقع «مانغا أب!» الخاص بشركة سكوير إنكس، ابتداءً من يوليو 2018، وتم نشرها مجمعة بثلاث مجلدات تانكوبون. في 10 يوليو 2021 أعلن بأن المانغا المبنية على الأنمي سيتم إنهائها بسبب مرض المانغاكا كايا هاروكا، ولاحقًا في 13 يوليو من نفس الشعر تم الكشف عن وفاة المانغاكا في 6 يوليو بسبب سرطان البنكرياس.
| م. | الإصدار يابانية | الإصدار يابانية        | الإصدار إنجليزية | الإصدار إنجليزية       |
| م. | تاريخ الإصدار   | ردمك                   | تاريخ الإصدار    | ردمك                   |
| -- | --------------- | ---------------------- | ---------------- | ---------------------- |
| 1  | 10 نوفمبر 2018  | ISBN 978-4-75-755906-6 | 30 مارس 2020     | ISBN 978-1-64-609042-6 |
| 2  | 10 مايو 2019    | ISBN 978-4-75-756112-0 | 25 أغسطس 2020    | ISBN 978-1-64-609043-3 |
| 3  | 10 أكتوبر 2019  | ISBN 978-4-75-755906-6 | 26 يناير 2021    | ISBN 978-1-64-609044-0 |
| 4  | 5 مارس 2021     | ISBN 978-4-75-757133-4 | 22 مارس 2022     | ISBN 978-1-64-609133-1 |

### الأنمي
في 6 أكتوبر 2019، أعلن عن سلسلة أنمي تلفزيوني للرواية في مهرجان «دينغيكي بونكو اكي نو ناماهوسو»، تم تحديد الموعد الأول لإطلاق الأنمي في أبريل 2020، لكن تم تأجيل الموعد حتى شهر يوليو من نفس العام بسبب حالة الإغلاق التي حصلت جراء إنتشار جائحة فيروس كورونا-19، الرسوم والتحريك تمت من قبل أستوديو «سيلفر لينك» وإخراج «ماسافومي تامورا» مع "شين أونوما [الإنجليزية]" كمخرج عام، تركيب السلسلة من قبل «جين تاناكا»، وتصميم الشخصيات من قبل «كازويوكي يامايوشي»، وتولى «كيجي إيناي» تلحين الموسيقى.
الأنمي المتكون من 13 حلقة بدأ عرضه من يوم 4 يوليو 2020 وإنتهى في 26 سبتمبر 2020، أغنية البداية بعنوان صحيح غير صحيح (正解不正解، Seikai Fuseikai) من أداء «سيفيليان»، بينما غنت مؤدية الأصوات «توموري كوسونوكي» أغنية النهاية بعنوان غير الكفوء (ハミダシモノ، Hamidashimono).
في 6 مارس 2021، أعلن بأن المسلسل سيحصل على موسم ثاني يُعرض على قِسمين منفصلين من أداء وتنفيذ طاقم عمل الموسم الأول نفسه..
| الجزء 1 |                                        |                        |                              |                |
| 1       | «الغير كفوء في أكاديمية الملك الشيطان» | 魔王学院の不適合者     | Maō Gakuin no Futekigōsha    | 4 يوليو 2020   |
| 2       | «ساحرة الدمار»                         | 破滅の魔女             | Hametsu no Majo              | 11 يوليو 2020  |
| 3       | «نوايا ساشا الحقيقية»                  | サーシャの真意         | Sāsha no Shin'i              | 18 يوليو 2020  |
| 4       | «عيد الميلاد الخامس عشر»               | 十五の誕生日           | Jū go no Tanjōbi             | 25 يوليو 2020  |
| 5       | «الطالب المنتقل»                       | 転入生                 | Ten'nyūsei                   | 1 أغسطس 2020   |
| 6       | «بطولة السيف السحري»                   | 魔剣大会               | Maken Taikai                 | 8 أغسطس 2020   |
| 7       | «كلمات الأم»                           | 母の言葉               | Haha no Kotoba               | 15 أغسطس 2020  |
| 8       | «المبارزة الأخيرة»                     | 二人の決勝戦           | Futari no Kesshōsen          | 22 أغسطس 2020  |
| 9       | «لغز أكاديمية البطل»                   | 勇者学院の謎           | Yūsha Gakuin no Nazo         | 29 أغسطس 2020  |
| 10      | «إختبارات بين الأكاديميات»             | 学院別対抗試験         | Gakuin Betsu Taikō Shiken    | 5 سبتمبر 2020  |
| 11      | «بريق الحياة»                          | 命の輝き               | Inochi no Kagayaki           | 12 سبتمبر 2020 |
| 12      | «السحر المحرم»                         | 禁忌の魔法             | Kinki no Mahō                | 19 سبتمبر 2020 |
| 13      | «لجعل العالم يمتلئ الحب»               | 世界が愛に満ちるように | Sekai ga Ai ni Michiru Yō ni | 26 سبتمبر 2020 |